# Hlésey
Hlésey ou Hlesey (île de Hlér en vieux norrois) est une île évoquée à plusieurs reprises dans la mythologie nordique.
Dans le Skaldskaparmal (1), c'est là que vit Ægir, également appelé Hlér. Hlésey serait donc l'île dont Hlér est l'ancêtre éponyme (hypothèse évoquée par R. Simek). Dans le Hárbarðsljóð (37), Thor dit y avoir affronté des femmes berserkir. L'île est aussi évoquée dans plusieurs poèmes héroïques de l'Edda poétique (Helgakviða Hundingsbana II, 6 ; Oddrúnargrátr, 30).
Le nom Hlésey est souvent rapproché de Læsø, île danoise située dans le Kattegat. Pour certains (R. Simek, C. Larrington), Hlésey est donc l'ancien nom de Læsø, pour d'autres (F.-X. Dillmann), il ne s'agit sans doute que d'une étymologie populaire.